# 将进酒
將進酒是汉乐府短箫铙歌的曲调，题目意译为“劝酒歌”。
其中最著名的是唐朝李白所作《将进酒》（君不见黄河之水天上来），体裁为古体诗，全文正文176字，多认为创作于天宝十一年（公元752年）。此外，唐朝李贺亦有《将进酒》（琉璃锺）一诗。南朝梁蕭統、明朝劉基也有同名作品。

## 將進酒 (明 ‧ 劉基)
有酒湛湛，亦盈於觴。
酌言進之，思心洋洋。
亦有兄弟，在天一方。
安得致之，樂以徜徉。
有酒在尊，既旨且清。
何以酌之，有觩其觥。
豈不欲飲，惜無友生。
愴悢傷懷，曷云其平。
兄弟之合，如塤如篪。
朋友既比，如岡如維。
死喪急難，是責是庇。
今日有酒，如何勿思。
人亦有言，解憂惟酒。
載惛載呶，亦孔之咎。
我觴維瓊，我斝維玖。
以樂兄弟，以宴朋友。

## 李白《将进酒》

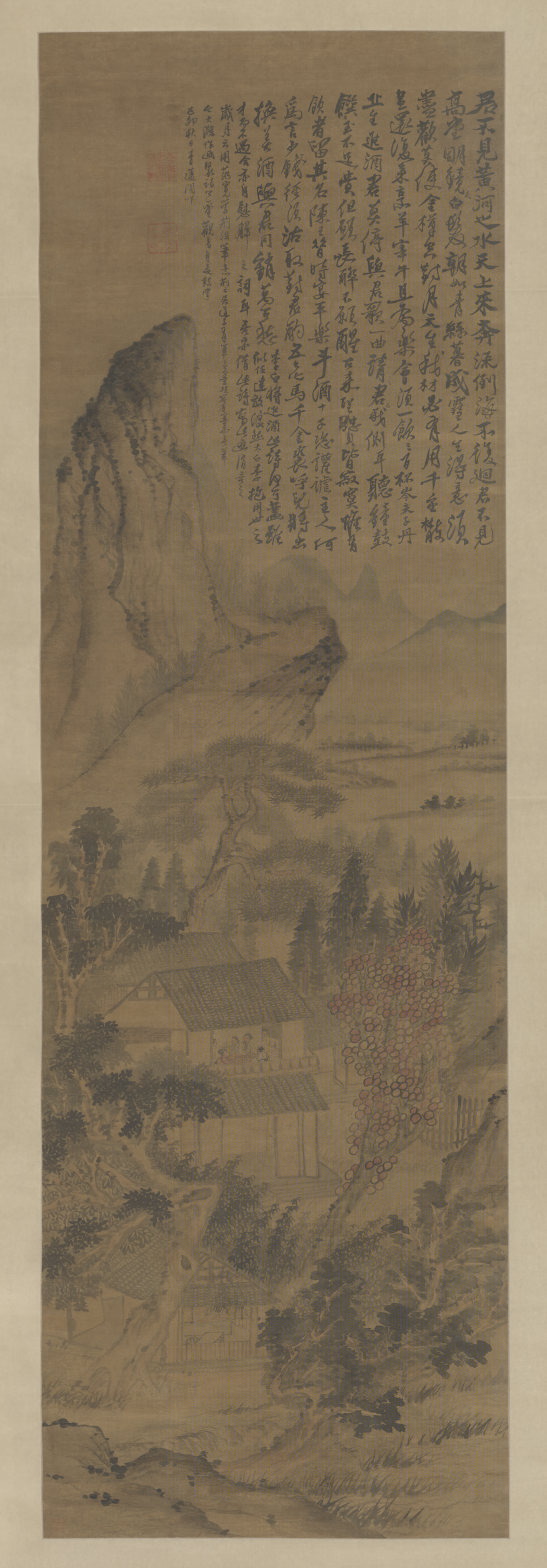
清代画家石涛绘制的李白《将进酒》诗意图

李白于天宝三年（744年）因受权贵的谗悔，被排挤出京。此时的他在政治上受人排挤，理想无法实现，思想极度烦闷，于是转投酒乐，借诗意言志，不想做聖賢，一心只想交朋結友，一醉解千愁。天宝十一年（公元752年），李白与友人岑勋应邀到嵩山元丹丘家里做客。三人登高饮宴，作者将满腔不合时宜的愤激之情，借酒兴诗情抒发了出来。

### 內容
將進酒（唐·李白）
君不見，黃河之水天上來，奔流到海不復回。
君不見，高堂明鏡悲白髮，朝如青絲暮成雪。
人生得意須盡歡，莫使金樽空對月。
天生我材必有用，千金散盡還復來。
烹羊宰牛且為樂，會須一飲三百杯。
岑夫子，丹丘生，將進酒，杯莫停。
與君歌一曲，請君為我倾耳聽。
鐘鼓饌玉不足貴，但願長醉不復醒。
古來聖賢皆寂寞，惟有飲者留其名。
陳王昔時宴平樂，斗酒十千恣歡謔。
主人何為言少錢，徑須沽取對君酌。
五花馬，千金裘，呼兒將出換美酒，與爾同銷萬古愁。